# FC 흐로닝언

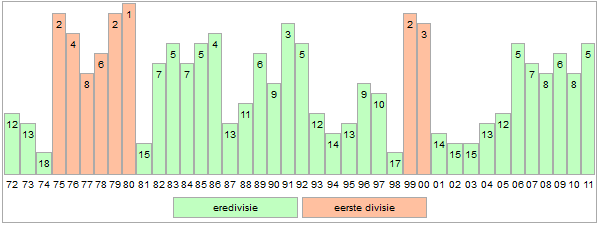
FC 흐로닝언의 순위 그래프

FC 흐로닝언(Football Club Groningen)는 흐로닝언을 연고로 하는 네덜란드의 축구 클럽이다. 이 축구단은 1971년 창단되었다. 현재 에레디비시에 속해 있다. 클럽의 최고 성적은 1990-91 시즌의 에레디비시 3위이다. 2000-01 시즌에 에레디비시로 승격하고 23 시즌 동안 1부 리그에 남아 있었으나 2022-23 시즌에 강등이 확정되었다.
석현준이 2011-12 시즌에 소속되어 27경기에 출전하고 5골을 넣었다.

## 역대 성적
- 에이르스터 디비시 : 1

1980
- KNVB컵 : 1

2015

## 선수 명단

### 현역
참고: FIFA 자격 규정에 따라 소속된 국가대표팀 국기를 표시합니다. 선수는 복수의 FIFA 비회원국 국적을 가지고 있을 수 있습니다.
| 번호 | 포지션 | 국적   | 이름            |
| ---- | ------ | ------ | --------------- |
| 1    | GK     | 수리남 | 에티엔느 파에센 |
| 4    | DF     |        | 얄마르 에크달   |
| 5    | DF     |        | 마르코 렌테     |
| 7    | MF     | 퀴라소 | 레안드로 바쿠나 |

| 번호 | 포지션 | 국적 | 이름 |
| ---- | ------ | ---- | ---- |

## 역대 감독
| 감독            | 임기        |
| --------------- | ----------- |
| 핌 베어벡       | 1992 ~ 1993 |
| 피터 하우스트라 | 2010 ~ 2012 |